# Dcera

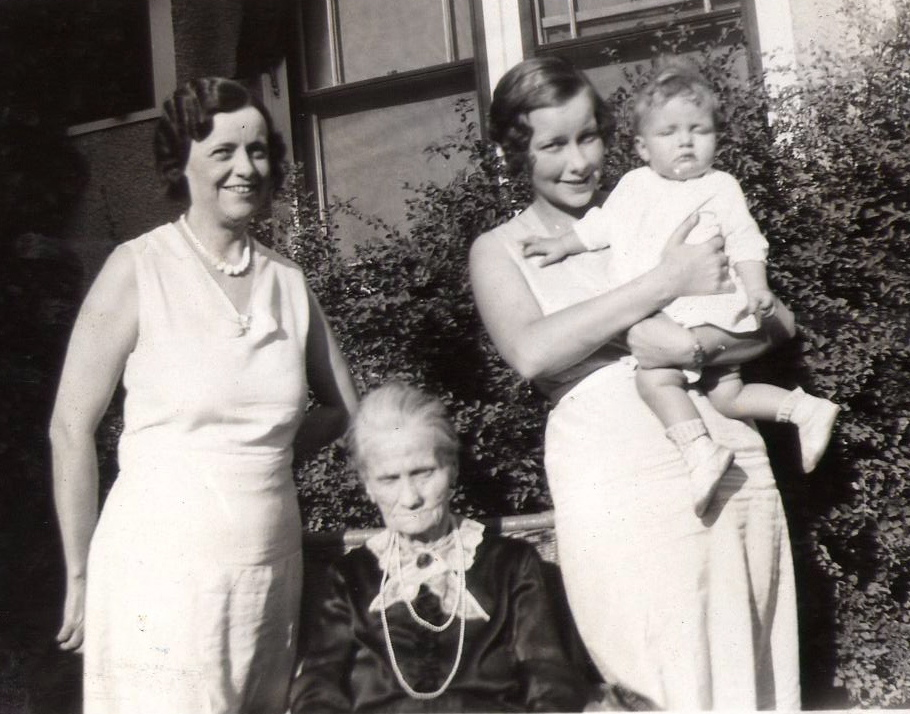

Dcera je označení pro potomka ženského pohlaví ve vztahu k jejím rodičům. Antonymem je syn, potomek mužského pohlaví.
Podle biologického nebo právního vztahu k rodičům může být
- vlastní dcera
- nevlastní dcera

## Poznámka
Slovem dcera bývá někdy ve slangové mluvě označována také dceřiná společnost, jedná se o výraz pocházející z obchodní a ekonomické hantýrky.